# Syrphus auropulveratus
Syrphus auropulveratus är en tvåvingeart som beskrevs av Macquart 1842. Syrphus auropulveratus ingår i släktet solblomflugor, och familjen blomflugor. Inga underarter finns listade i Catalogue of Life.